# Park Narodowy „Jeziora Brasławskie”

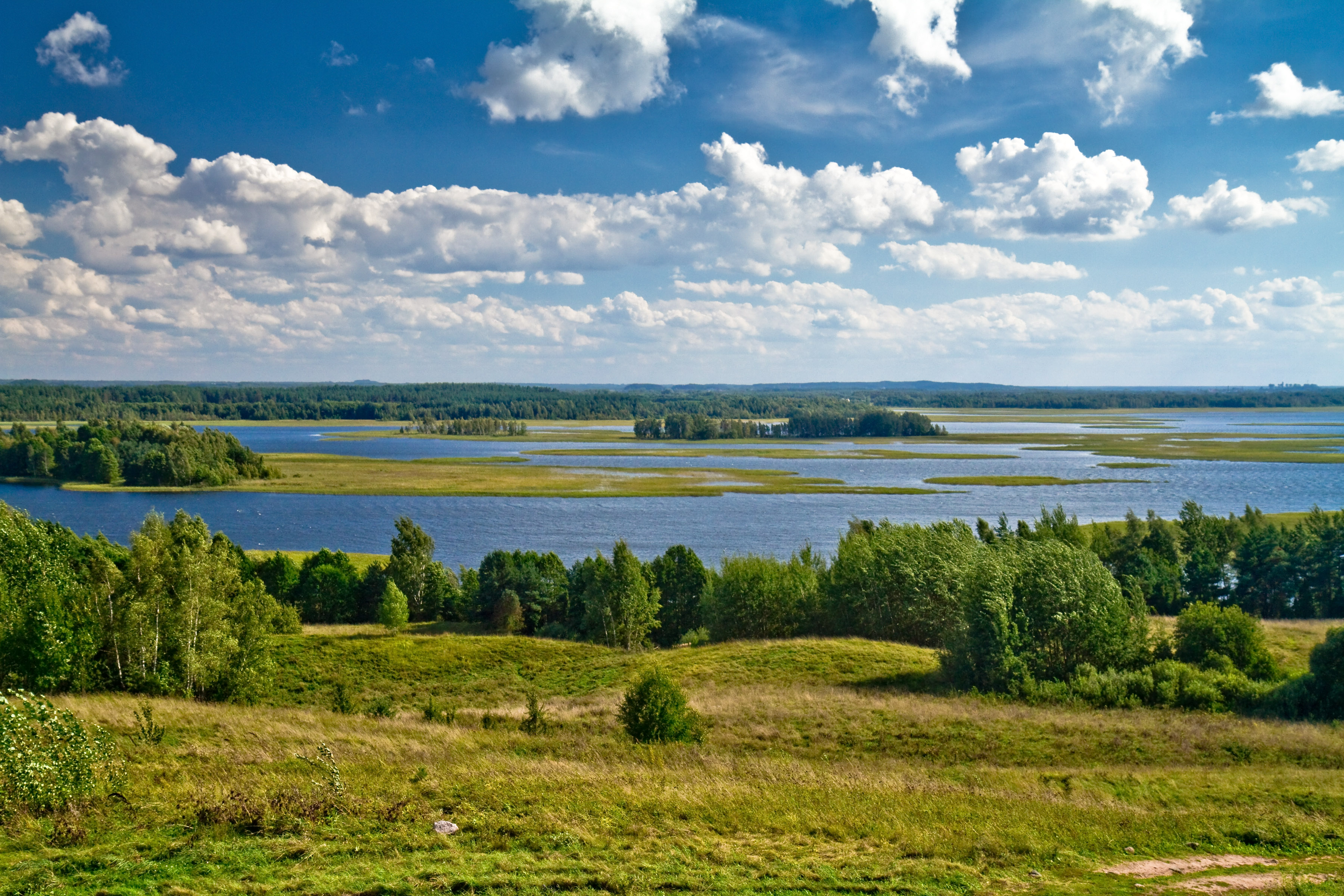
Panorama jeziora Strusto

Park Narodowy „Jeziora Brasławskie” (biał. Нацыянальны парк «Браслаўскія азёры», Nacyjanalny park «Brasłauskija aziory»; ros. Национальный парк «Браславские озёра», Nacionalnyj park «Brasławskije oziora») – białoruski park narodowy zlokalizowany w północnej części kraju, w obwodzie witebskim, na Pojezierzu Brasławskim. Siedziba władz parku znajduje się w Brasławiu.

## Historia
Początki ochrony przyrody Pojezierza Brasławskiego sięgają przełomu lat 50. i 60. XX wieku. Działania te uzyskały zinstytucjonalizowany charakter w roku 1979, kiedy to dekretem Rady Ministrów Białoruskiej SRR powołano do życia „strefę odpoczynku o znaczeniu krajowym”. Miała ona powierzchnię 52 tys. ha i  przeznaczona była dla 13 tys. osób rocznie. Z czasem, wobec narastającej antropopresji (liczbę odwiedzających w 1990 roku szacowano na 30 tys. osób rocznie), chemizacji okolicznego rolnictwa i wydobycia surowców naturalnych, konieczność ściślejszej ochrony okolicznej przyrody stawała się coraz bardziej oczywista. Projekt powołania parku narodowego w okolicy Brasławia został uwzględniony we wstępnych planach autorstwa Rady Ministrów BSRR z 1983 roku, jak również w późniejszych studiach z roku 1989 i 1990.
Ostatecznie po długotrwałym przygotowaniu opracowań naukowych w 1995 roku nastąpiło utworzenie parku narodowego, do czego doszło na mocy uchwały Rady Ministrów nr 440 z 10 sierpnia 1995 r., która weszła w życie 1 września tego samego roku. W treści uchwały wskazano, że za powołaniem Parku stała chęć „zachowania unikalnych ekosystemów oraz efektywnego i pełniejszego wykorzystania rekreacyjnych możliwości zasobów naturalnych rejonu brasławskiego”. Pierwotnie obszar parku obejmował 71,5 tys. ha, na które oprócz samych jezior (12,3 tys. ha) składały się przede wszystkim tereny leśnictwa Brasław (31 tys. ha) oraz działki należące do okolicznych gospodarstw rolnych (25,8 tys. ha). Wyznaczono wówczas także teren liczącej 77,6 tys. ha otuliny. Wobec trwającego procesu wykupu gruntów oraz włączania i wyłączania poszczególnych działek z granic parku powierzchnia chroniona ulegała zmianom w czasie (od 2019 roku wynosi 64 216,33 ha).
W 2013 rozpoczęto realizację białorusko-litewsko-łotewskiego programu współpracy prowadzonego w ramach Europejskiego Instrumentu Sąsiedztwa i Partnerstwa. Zakłada on przede wszystkim koordynację działań ochrony przyrody w Parku Narodowym „Jeziora Brasławskie” i położonym na Łotwie pobliskim obszarze chronionego krajobrazu Augšdaugava.

## Geografia
Teren parku stanowi biegnący z północy na południe pas o szerokości ok. 12 km i długości ok. 50 km. Park położony jest na Pojezierzu Brasławskim, obejmując swoimi granicami 74 jeziora o łącznej powierzchni 12 590 ha (blisko 20% powierzchni parku). Tworzą one trzy grupy: obapską na północy, brasławską w centrum i bohińską na południu. Największe z nich zlokalizowane są w środkowej części wspomnianego pasa. Są to Drywiaty, Snudy i Strusto.
Całość parku znajduje się na stosunkowo niewielkiej wysokości bezwzględnej (najwyżej położony punkt wznosi się 210 m n.p.m.). Poszczególne jeziora połączone są niewielkimi ciekami wodnymi nietworzącymi wyraźnych dolin. Największą rzeką regionu jest Drujka, uchodząca do Dźwiny. Nachylenie zboczy pagórków i grzbietów morenowych nie przekracza 30°.

## Ochrona przyrody

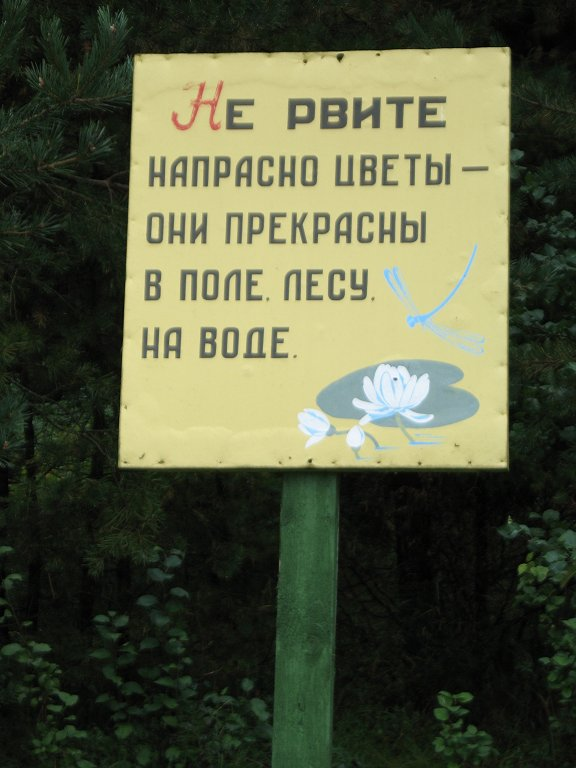
Znak przy ścieżce edukacyjnej w parku

Teren parku składa się z czterech stref o zróżnicowanym rygorze ochrony przyrody. Strefa ochrony ścisłej, gdzie z wyłączeniem działalności naukowej wszelkie aktywności są zabronione, zajmuje 3407,2 ha (stan na 2019 rok), to jest 5,3% powierzchni parku. Największa pod względem powierzchni strefa ograniczonego użytkowania obejmuje teren 44814,1 ha, to jest 69,8% powierzchni parku. Dopuszczalne jest w niej prowadzenie ograniczonej gospodarki leśnej, działa w niej także prowadzona przez park eksperymentalna farma myśliwska. Strefa odpoczynku przeznaczona dla ruchu turystycznego obejmuje 4,6% powierzchni parku (2974,8 ha). Pozostałe 20,3% powierzchni parku stanowi strefa gospodarcza zajmowana m.in. przez budynki administracji i obiekty parku.

## Flora i fauna
Na terenie parku zaobserwowano ponad 1900 gatunków roślin i grzybów, w tym 1236 gatunków roślin naczyniowych, 216 gatunków mszaków, 173 gatunki porostów i 395 gatunków grzybów. Spośród nich 71 wpisano do Czerwonej Księgi Białorusi (46 gatunków roślin naczyniowych, 5 mszaków, 10 porostów, 4 glonów i 6 grzybów). Z gatunków poważnie zagrożonych wyginięciem notuje się zarazę siatkowatą, storzan bezlistny, jezierzę giętką, kędzierzawkę pospolitą i biedronecznik zmienny.
Z uwagi na licznie obecne w granicach parku jeziora, znaczna część występujących tam gatunków zwierząt żyje w środowisku wodnym lub podmokłym. Na terenie parku odnotowano 312 gatunków kręgowców, spośród których najliczniejszą grupę stanowią ptaki (217 gatunków  – ponad 65% awifauny Białorusi – spośród których gniazdują 194). Aż 55 z nich zostało wpisanych do Czerwonej Księgi (m.in. mewa siwa, bąk, ostrygojad, nurogęś, rybołów czy bielik, ale też głuszec, cietrzew, dzięcioł trójpalczasty itd.).
Na terenie parku notuje się 34 gatunki ryb, w tym sielawę i stynkę wpisane do białoruskiej Czerwonej Księgi. Ogółem ponad połowa z występujących na Białorusi gatunków ryb jest reprezentowana wśród ichtiofauny parku.
Wśród około 50 gatunków ssaków do rzadkich należą: niedźwiedź brunatny, ryś, borsuk czy popielica.
Pozostałe grupy kręgowców uzupełnia 12 gatunków płazów (traszka grzebieniasta, żaby trawna, moczarowa, jeziorkowa) i sześć gatunków gadów (jaszczurka żyworodna, zwinka, padalec).
Ponadto jeziora stanowią południową granicę występowania reliktowych bezkręgowców takich jak Limnocalanus grimaldii, lasonóg jeziorny, Pontoporeia affinis czy Pallasea quadrispinosa.
Park ma status ostoi ptaków (IBA) i Ważnego Obszaru Roślinnego (IPA).

## Gospodarka
W strefie ograniczonego użytkowania na niewielką skalę prowadzona jest gospodarka leśna, w tym oczyszczanie młodych drzewostanów ze ścisłym ograniczeniem powierzchni objętej pracami oraz ilości pozyskanego w ten sposób surowca. Jednocześnie park prowadzi szkółkę leśną. W granicach parku znajduje się zakład produkujący wyroby z drewna.
Na terenie parku dopuszczalne jest prowadzenie ograniczonej komercyjnej działalności rybackiej (najczęściej poławiane gatunki to: leszcz, płoć, lin, sandacz, okoń, szczupak), jak również odpłatne wędkarstwo amatorskie. Ponadto park prowadzi wylęgarnię ryb, stanowiącą źródło materiału zarybieniowego dla okolicznych jezior.
W granicach parku mieści się także wyspecjalizowane gospodarstwo rolne skupiające się na hodowli bydła typu mlecznego.

## Turystyka
Według stanu na 2020 rok na terenie parku narodowego znajduje się 77 obiektów turystycznych (łączna pojemność ok. 1500 miejsc noclegowych) oraz cztery należące do parku ośrodki wypoczynkowe mogące pomieścić 155 osób (Drywiaty, Słabodka, Lawoszki, Zoława). W okolicy Brasławia wyznaczono liczne piesze szlaki turystyczne i ścieżki edukacyjne, jeziora są dostępne dla osób chcących uprawiać sporty wodne.
W strefie ograniczonego użytkowania zlokalizowany jest ośrodek będący centrum turystyki myśliwskiej – dopuszcza się komercyjne polowania na 20 gatunków zwierząt, w tym łosie, sarny, wilki, zające, jenoty, bobry, kaczki czy gęsi.